# Ловелл, Стюарт
Стюарт Эндрю Ловелл (англ. Stuart Andrew Lovell; 9 января 1972, Сидней) — австралийский футболист, полузащитник и нападающий и игрок сборной Австралии.

## Карьера
Стюарт родился в Австралии, но детство в Рединге, Англия. Он присоединился к местной профессиональной команде и был частью команды, которая была близка к выходу в премьер-лигу, проиграв на стадии плей-офф «Болтон Уондерерс». Стюарт не сумел реализовать пенальти при счете 2:0, а, в итоге, клуб проиграл со счетом 4:3 в добавленное время.
В 1997 году Ловелл повредил крестообразные связки, и был на грани завершения карьеры; но, в итоге перешел в шотландский «Хиберниан» в 1998 году, и продолжал свою игровую карьеру еще на протяжении десяти лет.